# W65K
W65K（だぶりゅーろくごーけー）は、京セラが日本国内向けに開発した、auブランドを展開するKDDI、および沖縄セルラー電話のCDMA 1X WIN（後のau 3G）対応携帯電話である。

## 概要
- 女性ユーザーを対象にした[2]端末でワンセグチューナーおよびIPX5／IPX7相当の防水機能が追加されており、また同キャリア向けの端末としては初めてmicroSDHCメモリーカードに対応した。
- そのほか、付属の充電用台に装着した状態でも通話したり、メールを作成する事が可能となっている。
- 2009年春モデル以降より型番改編が行なわれたため、京セラ製の「CDMA 1X WIN」シリーズの W00番台としては最後に新規開発された機種となった。

## 沿革
- 2008年（平成20年）10月27日 KDDI、および京セラより公式発表。
- 2008年11月6日 四国、沖縄地区にて発売。
- 2008年11月7日 上記以外の残りの地区にて発売。
- 2009年（平成21年）5月　販売終了。
- 2012年（平成24年）7月22日 - L800MHz（旧800MHz帯・CDMA Bandclass 3）帯エリアによる音声・データ通信サービスの停波によりそれ以降はN800MHz（新800MHz帯・CDMA Bandclass 0 Subclass 2）帯エリア、および2GHz（CDMA Bandclass 6）帯エリアの各音声・データ通信サービスで利用する事となる。

## 対応サービス
- LISMO Music（EZ「着うたフル」、「LISMOビデオクリップ」）
- EZナビウォーク
- EZ助手席ナビ
- 安心ナビ
- 災害時ナビ
- au Smart Sports
- EZアプリ（BREW）（オープンアプリプレイヤー対応）
- EZ Felica
- モバイルSuicaアプリ
- じぶん銀行通帳アプリ
- デコレーションメール
- EZケータイアレンジ
- かんたんモード
- 赤外線通信

など

## 不具合
2009年5月26日、一部の端末に送信関連部品の不良により電源が入らなくなる場合がある不具合が発表された。部品交換のため預かり修理となる。